# Daniela Kullman
Daniela Kullman, svensk dramatiker. 
Daniela är dramatiker, dramaturg och regissör. Hon är sedan 2022 projektledare för Barn hittar kultur. Hon sitter sedan 2022 i Kulturrådets Referensgruppen för aktörer inom den fria scenkonsten – teater, opera, musikteater, performance och övriga uttryck.
Hon var konstnärlig ledare på Teater Scenario mellan 2003 och 2008. 2013 utsågs hon till konstnärlig ledare på Teater Bristol i Sundbyberg som hon lämnade 2015.
Kullman var även med och grundade Teater Scenario 1996 tillsammans med bland andra Lotti Törnros och Andreas Boonstra.

## Arbeten i urval
- Konst, kultur & demokrati Barn hittar kultur
- För att jag säger det Unga Klara
- Hjärtat söker ett hem Region Stockholm
- AlsoMe
- Bäst! Teater Bristol
- Fria Viljan. Manus Teater Scenario 2005
- Kärlek Extra Allt! Del av manus Riksteatern 2005
- Samtidigt: 5tr'. Manus Teater Scenario 2004
- Och Poesi.... Manus Teater Scenario 2004
- Big Ben Manus Teater Fortuna 2004
- Afghanistan. Manus Teater Scenario 2003
- Kalaskul Manus Teater Scenario 2000
- Danielas Dagbok Mitt livs Novell 1998-1999